# Waimalu
Waimalu – census-designated place (CDP) na wyspie Oʻahu, w hrabstwie Honolulu, na Hawajach, w Stanach Zjednoczonych. Według szacunków United States Census Bureau w roku 2010 CDP miało 13 730 mieszkańców.

## Geografia
Według United States Census Bureau census-designated place obejmuje powierzchnię 1,9 mil2 (4,92 km²), z czego lądy stanowią 1,8 mil2 (4,66 km²), a woda 0,077 mil2 (0,2 km²).

## Demografia
Według spisu z roku 2000, CDP zamieszkiwało 13 730 osób, które tworzyły 10 524 gospodarstw domowych oraz 7514 rodzin. Średni roczny dochód dla gospodarstwa domowego wynosił 61 210 $ a średni roczny dochód dla rodziny to 70 740 $. Średni roczny dochód na osobę wynosił 25 913 $. 4,1% rodzin i 5,9% mieszkańców census-designated place żyło poniżej granicy ubóstwa, z czego 7,9% to osoby poniżej 18 lat a 3% to osoby powyżej 65 roku życia.